# Hitrostno drsanje
Hitróstno dŕsanje je tekmovalna zvrst drsanja, pri kateri tekmovalci tekmujejo drug proti drugemu pri premagovanju določene razdalje na drsalkah. Dolžina kroga je 111,12 m, postavljen pa je 
na navadnem hokejskem drsališču, ki je dolgo 60 m in široko 30 m. Največje hitrosti pri šprintu lahko tudi presegajo 50 km/h.

## Oprema
Pri hitrostnem drsanju je večino stvari odvisno od opreme, saj mora biti narejena po pravilih, vzdrževana in varna. Tekmovalna oprema je sestavljena iz več različnih in pomembnih delov.
Čelada za zaščito glave, ki mora biti regularna, v večini primerov je znamke LAS.
Drsalke, ki segajo do malo nad gležnjem in so narejene iz usnja in kevlarja, na čevelj pa je pritrjena klinja ali rezilo, ki je ukrivljena in zelo natančno obdelana, da je tudi pri zelo visoki hitrosti možno odpeljati zelo ostro krivino.
Dres, ki pripomore k manjšemu zračnemu uporu. Na dresu je tudi klubska ali državna oznaka, brez katere je po pravilih nemogoče tekmovati. Na dresu je dovoljeno imeti tudi sponzorske reklame, vendar je vse omejeno na velikost in postavitev le teh. V dresu je po navadi že všit plastični ščitnik ali ščitnik iz pene, ki preprečuje poškodbo golenice. Ščitnik iz pene je tudi na kolenskem delu dresa.
Rokavice so v večini primerov usnjene, leva rokavica je pa na konicah prstov še dodatno odebeljena, ali pa so na njih plastične kapice. Leva rokavica je na konicah prstov najbolj obremenjena, saj se vsi drsalci pri večji hitrosti močno nagnejo v ovinek in s prsti leve roke drsijo po ledeni površini, kot je vidno na sliki.
Ovratnik je namenjen zaščiti vratu. Lahko je že del poddresa.
Poddres je med najbolj pomembnimi deli opreme, kar se varnosti tiče, saj ima všita vlakna iz kevlarja in služi kot zaščita pred urezninami, saj so klinje drsalk ostre, kot nož.
Očala so pa izbirna oprema, ki pomaga pri boljšem vidu, saj ščitijo oči pred vetrom (pri hitrosti nad 40 km/h se že kar močno čuti upor zraka) in seveda tudi pred drobci ledu, ki jih drsalec pred tabo z drsanjem meče v zrak. Leče očal so po navadi bele, rumene ali plave, ki tudi pripomorejo pri vizualnem sprejemanju okolja.

## Hitrostno drsanje v Sloveniji
Uradno v Sloveniji obstaja le Celjski klub hitrostnega drsanja, vendar se trudimo ta šport razširiti. Ta šport obstaja na Slovenskem od leta 2002, nekaj tekmovalcev, se redno udeležuje različnih mladinskih in članskih evropskih in svetovnih prvenstev, tudi univerzijad.